# أوليفيا دونام
أوليفيا دونام هي شخصية خيالية والبطل الرئيس لمسلسل الخيال العلمي التلفزيوني فرنج، الذي بُث على شبكة فوكس التلفزيونية في الولايات المتحدة من عام 2008 إلى عام 2013. أنشئ المؤلف المشارك للمسلسل جي جي أبرامز الشخصية، وقامت بدورها الممثلة آنا تورف. أوليفيا هي بطلة المسلسل، وقد قُدمت عميلًا خاصًا لمكتب التحقيقات الفيدرالي، تعمل ضمن فرقة عمل [الإنجليزية] متعددة الوكالات تابعة لوزارة الأمن الداخلي الأمريكية تسمى القسم الهامشي، وتتعامل مع الأحداث الخارقة للطبيعة المرتبطة بالأحداث التجريبية. بعد أن نشأت مع زوج أم مسيء، تكافح أوليفيا مع التغييرات غير المتوقعة في حياتها، بعد مواجهتها مع العالم المختل عقليًا والتر بيشوب، وابنه بيتر بيشوب واهتمامها المحتمل بحبه.
جعلت وجهات نظر أوليفيا ومشاعرها الداخلية حياتها أكثر صعوبة بالنسبة لها ولكنها غالبًا ما تكون بمثابة نقاط محورية لحلقات المسلسل التي تركز بشكل مباشر على تطورها كإنسان وعضو في مجتمع إنفاذ القانون. نالت أوليفيا استحسان النقاد بسبب القصة المتطورة، وقد سلطت الضوء على التصميم والتركيز كصفات رئيسية لها، وفقًا لأبرامز. بعد حبكة الموسم الثاني [الإنجليزية]، يتعرف المشاهدون على شبيه أوليفيا من الكون الموازي [الإنجليزية]، والتي تطور واقعًا بديلاً لكل شخصية. حصلت تورف على العديد من الجوائز لتمثيلها دور أوليفيا.

## القوس
أوليفيا تبلغ من العمر 29 عامًا عميلة خاصة لمكتب التحقيقات الفيدرالي عُينت في فرقة عمل [الإنجليزية] متعددة الوكالات تابعة لوزارة الأمن الداخلي الأمريكية تسمى القسم الهامشي، بعد أن تعرض شريكها وعشيقها، جون سكوت [الإنجليزية]، لمادة مذيبة للحم. يُعد كل من العميل برويلز [الإنجليزية] ونينا شارب [الإنجليزية] أنهما يتمتعان بالكثير من الإمكانات والموهبة، حتى أن الأخيرة تأمل في تعيينها موظفةً في ماسيف دايناميك [الإنجليزية]. أدت تجربة قام بها الدكتور بيشوب [الإنجليزية] لربطها بعقل جون سكوت المحتضر من أجل معرفة ما يعرفه عن حالته إلى اكتساب أوليفيا جزءًا من وعيه، مما جعل عقلها يبدأ في دمج وتطهير الوعي الأجنبي. يؤدي هذا إلى خلط أوليفيا بين ذكريات جون سكوت وذكرياتها. تجد أوليفيا بمساعدة والتر طريقة للتواصل مع جون داخل عقلها، مما يسمح في النهاية للذكريات بالتلاشي تمامًا.
كُشف عن ارتباط أوليفيا بعقار كورتيكسفان، وهي مادة كيميائية طورها ويليام بيل، والتي من المفترض أنها تسمح للأطفال الذين يُحقنون بها بالاحتفاظ بوظائف الدماغ العليا والتي عادة ما تتدهور مع تقدم العمر. كانت أوليفيا واحدة من مجموعة من الأطفال في سن ما قبل المدرسة الذين خدموا كموضوعات للتجربة في منزل طفولتها في جاكسونفيل، فلوريدا. نتيجة لذلك، أصبحت أوليفيا قادرة على التمتع بقدرات نفسية غير محددة، كما ظهر عندما قامت بإطفاء سلسلة من الأضواء المتصلة بقنبلة كمفتاح قتل بمجرد التفكير فيها. لدى والتر مقطع فيديو لأوليفيا عندما كانت طفلة، سُجل ظاهريًا أثناء تجارب المخدرات، والذي يظهرها وهي ملتوية في زاوية الغرفة بجوار سرير متفحم بشدة مع والتر وهو يقول: «لا بأس، أنت لم تقصد ذلك.» علمنا لاحقًا أن أوليفيا أشعلت النار بعقلها. تستطيع أوليفيا أيضًا معرفة ما إذا كان الجسم قد نشأ في البعد البديل بسبب «وميض» لا يستطيع أحد سواها رؤيته. عند محاولتها إيقاظ هذه القدرة بداخلها كشخص بالغ، افترض الدكتور بيشوب أن هذه القدرة مستمدة جزئيًا من خوف أوليفيا من رؤية البعد البديل. عندما تستعيد أوليفيا جزءًا من ذكرياتها عن لقائها مع بيل، يُقال لها إنها الشخص الناجح الوحيد المناسب للمرور عبر الأبعاد دون العديد من الآثار الجانبية السلبية المعروفة. لقد أطلق عليها بيل لقب حارسة البوابة، والذي سيمنع الغزو من خلال البعد البديل.
حصلت أوليفيا على إذن من نينا شارب لمقابلة ويليام بيل [الإنجليزية]، الذي يقيم حاليًا في بُعد آخر، في مكتبه في البرج الجنوبي لمركز التجارة العالمي. بعد أن تركت عالمها يتحرك بسرعة عالية، عادت بنفس السرعة، واصطدمت بالزجاج الأمامي لسيارتها الثابتة الآن، مما تركها في حالة شبه مميتة. وينتهي بها الأمر في غيبوبة قصيرة وتستيقظ في حالة غير متماسكة وفي حالة صدمة. يبدو أن أوليفيا تفقد ذكرياتها عن لقائها مع بيل وأي معلومات قد يكون قد أخبرها بها. تستعيد جزءًا من تلك الذكريات وتتعلم المزيد عن الغزو بين الأبعاد. بعد الانتقال إلى واقع بديل، تقابل أوليفيا شبيهتها «فوليفيا»، وفي النهاية تشارك قبلة مع بيتر بيشوب. إنها محاصرة في الكون البديل بواسطة والترنيت، شخصية والتر البديلة، بينما تحل محلها فوليفيا في الكون الرئيس. قُبض عليها وخُدرت وغُسل دماغها اعتقادًا بأنها البديل أوليفيا، مكتملة بسمات مثل مهارات الرماية الرائعة التي لم تمتلكها أوليفيا الكون الرئيس. تحاول أوليفيا الهروب من سجنها والعودة إلى عالمها الخاص، ولكن أثناء قيامها بذلك، تذهب عن غير قصد إلى منزل والدة فوليفيا حيث تقبل أخيرًا الذكريات الجديدة على أنها ذكرياتها الخاصة. كُشف عن أن والتر البديل يخطط لاستخدام قدرات أوليفيا المشتقة من الكورتيكسفان لإيجاد طريقة لعبور الأكوان بأمان، وهو ما يحتاج إلى مساعدتها الراغبة في ذلك. ومع ذلك، تبدأ أوليفيا في استعادة ذكرياتها الماضية بعد أن أصيبت بهلوسة بيتر بيشوب، الذي يأتي إليها في رؤيا ويخبرها أنها لا تنتمي إلى هناك قبل تقبيلها. بمساعدة عميل الكون البديل برويلز، أصبحت قادرة على الهروب من الحجز والوصول إلى مختبر والتر البديل في هارفارد، حيث تستخدم الدبابة للعودة إلى عالمها الخاص. في هذه الأثناء، يدرك بيتر أنه مع أوليفيا البديلة، مما دفعها إلى الفرار والعودة إلى عالمها الخاص أيضًا. بعد عودتها إلى العمل، تشعر أوليفيا بالفزع عندما تكتشف أن بيتر أصبح حميميًا مع شبيهتها.
بعد أن أخبرت أوليفيا بيتر أنها لم تعد تريد أن تكون معه، على الرغم من أن هذا ليس ما يريده قلبها، تحاول أن تظل بعيدة وغير عاطفية. ومع ذلك، استمروا في العمل معًا ويذكرها الوقت الذي قضته مع بيتر بسبب وقوعها في حبه، وأخبرته أنها تريد رؤيته سعيدًا معها. يبدأون المواعدة وتتقدم علاقتهم عندما يدرك والتر أنه أعاد ويليام بيل، الذي مات في الكون البديل، باستخدام مغناطيس الروح وهو الآن يقيم في عقل أوليفيا.  في البداية، يعتقد بيل ووالتر أن أوليفيا ستكون مجرد مضيفة لبيل بينما يجدان طريقة لنقل وعيه إلى كيان آخر، لكنهما يجدان أن أوليفيا تفقد نفسها وستختفي شخصيتها قريبًا. يستخدم بيتر ووالتر وبيل عقار إل إس دي للدخول إلى عقل أوليفيا لتحديد مكانها وإنقاذها، لكن بيل يضيع إلى الأبد عندما يساعد أوليفيا في التغلب على مخاوفها الخفية وتستعيد وعيها. سرعان ما قُبض على أوليفيا وبيتر في مخطط والترنيت لتدمير عالمهما باستخدام آلة يوم القيامة وأخبرت أوليفيا بيتر بأنها تحبه قبل أن يدخل إلى الآلة لإيقافها.
بحلول الموسم الرابع من العرض [الإنجليزية]، مُسح بيتر من كلا الكونين. تبنت نينا شارب، التي تعتبرها أمًا بديلة، أوليفيا في عالم دون بيتر عندما كانت طفلة مع أختها. على الرغم من أن لديها علاقة عمل مع والتر وأستريد، إلا أنها لا تحتفظ بأي ذكريات عن بيتر رغم أنها بدأت في تطوير رؤى عنه. عندما يعود بيتر إلى السطح تتفاجأ أوليفيا برؤيته لكنها تعتقد أنه يأتي من عالم موازي. بينما يقضون المزيد من الوقت معًا، تبدأ أوليفيا في تذكر الوقت الذي قضته مع بيتر وتدرك تدريجيًا أنها أوليفيا «الخاصة به» بينما تبدأ ذكرياتها من الجدول الزمني المعدل في الانزلاق. علمت أوليفيا لاحقًا أنها حامل بابنة بيشوب، هنريتا «إيتا»  (جورجينا هيج).
في عام 2015، عندما كانت أوليفيا في حديقة مع إيتا وبيتر، وقعا في هجوم عالمي من قبل المراقبين [الإنجليزية] وفُصلت هي وبيتر عن ابنتهما. كجزء من خطة لهزيمة المراقبين [الإنجليزية] المعادين الآن، أوليفيا وبقية فريق فرينج يحاصرون أنفسهم عمدًا في العنبر [الإنجليزية]. أنقذتهم إيتا في عام 2036. تعلم أوليفيا أنه بينما تتظاهر إيتا كمنفذة للمراقبين [الإنجليزية]، فهي في الواقع مقاومة لتخاطرهم وهي شخصية رئيسة في حركة المقاومة الإنسانية ضدهم. تعمل مع إيتا حتى مقتل إيتا. بعد وفاة إيتا، تشعر أوليفيا بالحزن وتبتعد عن بيتر، ولكن بعد محاولته تسخير تكنولوجيا المراقبة [الإنجليزية] للانتقام لموت إيتا، تحدثت أوليفيا معه للتخلي عن خطته وأصبح الاثنان قريبين مرة أخرى.
بمجرد أن يتمكن والتر من مرافقة مراقب الطفل مايكل إلى المستقبل، فإنه يمحو الوقت الذي يتمكن فيه المراقبون من العودة وتولي المهمة في عام 2015، وتعود أوليفيا وبيتر مرة أخرى إلى الحديقة مع إيتا عندما كانت طفلة.. ينظرون حولهم في نفس الوقت الذي ظهر فيه المراقبون في البداية ولم يروا شيئًا، عادوا للعب مع إيتا.

## روابط خارجية
- أوليفيا دونهام في قاعدة بيانات الأفلام على الإنترنت